# Zalmoxis jewetti
Zalmoxis jewetti is een hooiwagen uit de familie Zalmoxioidae.